# オーシャン (列車)
オーシャン（英語: Ocean、フランス語: Océan）は、カナダにおいてケベック州モントリオールとノバスコシア州ハリファックスを結んで運行されているVIA鉄道の列車である。北アメリカで運行されている愛称付列車としては、継続して運行されている最古の列車となっている。オーシャンの所要時間はおよそ21時間で、双方向とも夜行で運転されている。カナディアンおよび連絡列車を介することで、オーシャンは大陸横断鉄道の列車を構成している。

## オーシャン特急
オーシャン特急 (Ocean Limited) は、1904年7月3日にインターコロニアル鉄道により、夏期のみ運行される停車駅を限定した、マリタイム・エクスプレス (Maritime Express) の補完列車として運行を開始した。ハリファックスでは、ドミニオン・アトランティック鉄道の豪華列車、フライング・ブルーノーズに接続していた。1900年代初頭の移民ブームの時期に、オーシャン特急およびその他の同じ経路を走る旅客列車は、移民たちが平原地方へ移動するためにグランド・トランク鉄道やカナダ太平洋鉄道と重要な接続を冬期に構成していたため、利用が増加していった。
1918年にインターコロニアル鉄道はカナディアン・ナショナル鉄道と合併し、オーシャン特急も同じように運行を引き継がれた。第一次世界大戦および第二次世界大戦の期間、ハリファックス港と結ぶ重要な列車となった。

## オーシャン
カナディアン・ナショナル鉄道は1960年に、英語・フランス語両対応に適切なように、Canadian National/Canadien National (CN) という名前に改称したが、旅客列車やその他の会社の資産については移行が遅かった。1966年にオーシャン特急（Ocean Limited）はOcean/Océan（オーシャン号）と改称された（Limitedを削除）が、時刻と列車番号は維持された。
1977年にケベック州リムスキの近くで地滑りが起きて線路が被災した際には、6か月にわたってオーシャンは南に数百キロメートル離れた他の並行路線を経由して運行されたが、ハリファックスとモントリオールを結ぶ時刻は維持した。
1976年にカナディアン・ナショナル鉄道はすべての旅客列車の運行を新しく設置した部門に移管し、マーケティングスローガンとして"Via"を採用した。1978年4月にこの部門は国有企業であるVIA鉄道として分離され、カナディアン・ナショナル鉄道の旅客列車関連の資産と列車をすべて移管された。この新会社は1978年10月にカナダ太平洋鉄道の旅客列車・資産の引き継ぎの後、1979年まで列車の名前や運行の変更を始めなかった。
オーシャンは名前の変更はなかったが、実際にはハリファックス - モンクトン間では1985年に「アトランティック」に置き換えられ、こちらの列車がセント・ジョンからハリファックスまで延長された。この列車はかつてのカナディアン・ナショナル鉄道の列車「スコシアン」 (Scotian) の編成と列車番号を引き継いだ。「スコシアン」自体はVIA鉄道になって数年程度で廃止された。
VIA鉄道になってから、オーシャンは何度か運行形態が変更されている。
- 1979年 - 1981年：双方向に毎日運行（モントリオール - ハリファックス間）、「アトランティック」も同じ都市間を異なる経路で結んでいた。
- 1981年 - 1985年：双方向に毎日運行（モントリオール - ハリファックス間）、「アトランティック」の運行中止によりハリファックスとモントリオールを結ぶ唯一の直通列車となった。
- 1985年 - 1990年：双方向に毎日運行（モントリオール - モンクトン間）、「アトランティック」の運行再開によりハリファックスまでの直通は「アトランティック」となり、「オーシャン」の乗客はモンクトンで乗換となった。
- 1990年 - 1994年：双方向に1週間に3日運行（モントリオール - ハリファックス間）、VIA鉄道の予算削減により運行本数を減らされた。「アトランティック」も週に3日の運転となり、共通の編成がこれらの2列車で交互に使用された。2列車が共通して走る区間である、モンクトンとハリファックスの間、およびサンティアシント（フランス語版）とモントリオールの間は、週に6日の運行となった。
- 1994年以降：双方向に1週間に6日運行（モントリオール - ハリファックス間）、2回目の「アトランティック」運転中止により、「オーシャン」の運転回数が増加した。カナディアン・ナショナル鉄道は「オーシャン」の運行経路中、ケベック州リヴィエール＝デュ＝ルー（フランス語版）からニューブランズウィック州モンクトンまでの区間をショート・ラインの運行事業者へ売却した。リヴィエール＝デュ＝ルーからキャンベルトンまではマタペディア・セントローレンス湾鉄道（Chemin de fer Matapédia et du Golfe）として、キャンベルトンからモンクトンまではニューブランズウィック・イースト・コースト鉄道（英語版）として運行された。カナディアン・ナショナル鉄道は2008年11月3日にこれらの区間を買戻し、結果として「オーシャン」は再び全区間をカナディアン・ナショナル鉄道の路線上を走行することになった[2]。* 1998年10月26日：カナディアン・ナショナル鉄道はケベック州レヴィの水際の景色のよい路線を廃止した。これはフェリーターミナルと兼用となっていた駅へ通じている路線であった。VIA鉄道はこれにより、ケベック・シティー地区における「オーシャン」の停車駅をシャルニー駅に変えなければならなくなったが、折り返し運行が発生した。
- 2006年：パーク・カー等のバッド社製のステンレス車両が次第に運用を終了し、より新しいヨーロッパ製ルネッサンス調車両に置き換えられていく予定になっていた。しかしVIA鉄道では時折車両上の問題に見舞われ、バッド社の車両を必要に応じて運行に戻さざるを得なかった。ルネッサンス調編成の更新作業に伴い、バッド社の1編成（ルネッサンス調編成を他に2編成）を冬期に運行した。これは2010年から2011年にかけての冬に実施された。

## 経路
「オーシャン」が運行される経路はカナダ東部のとても景色のよい地方で、モントリオール島と都市のスカイライン・郊外、セントローレンス川渓谷の下流部、マタペディア川の谷、シャルール湾の南岸、東部ニューブランズウィック州の森林地帯、タントラマー湿地、コベクイド山地、ウェントワース渓谷、コベクイド湾のほとり、そしてノバスコシア州中心部のハリファックスへと至る。

## 主要経由地
モントリオール - ドラモンビル - レヴィ - キャンベルトン - バサースト - モンクトン - トゥルーロ - ハリファックス